# Gründerkrach

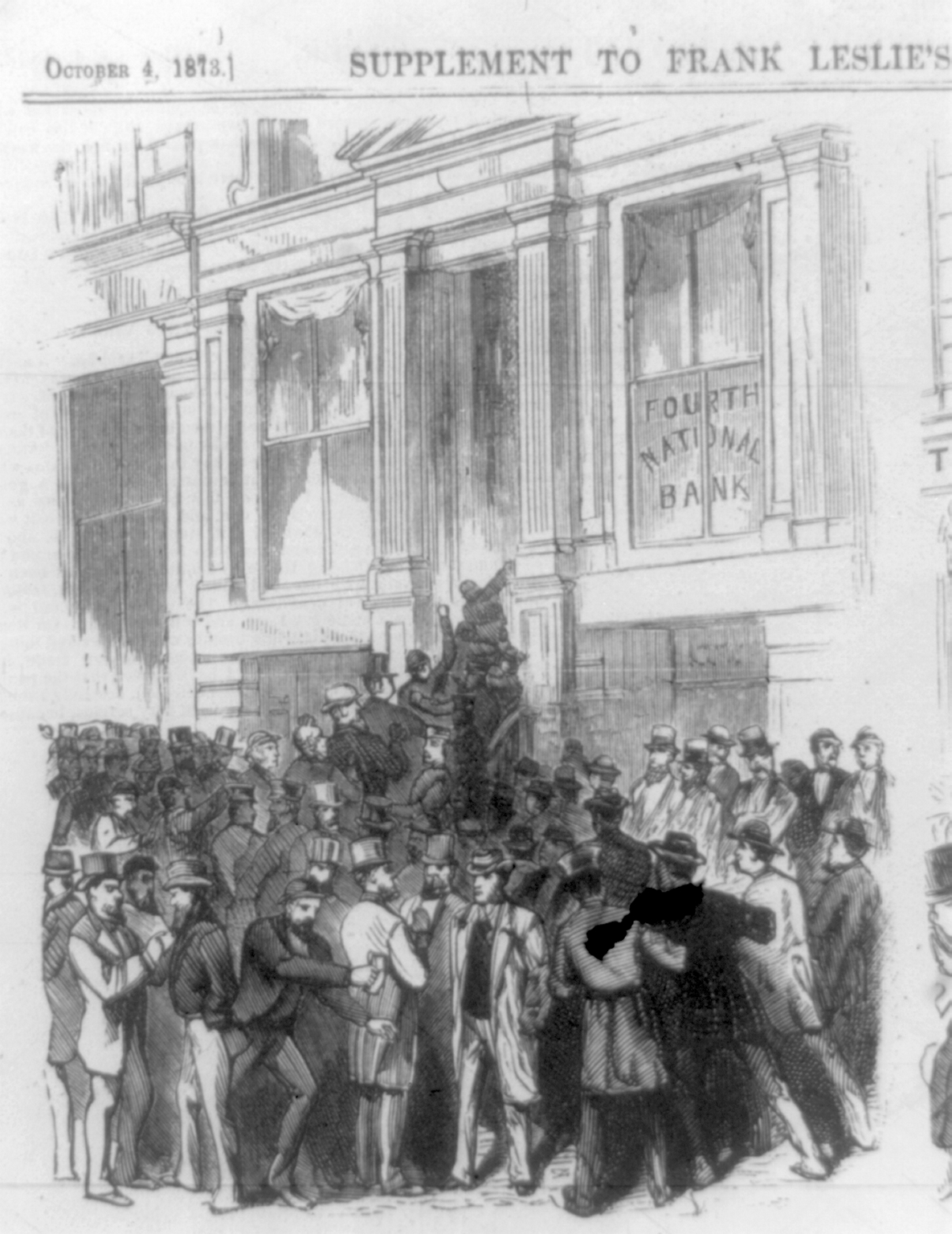
Ein Bank Run in New York im Jahr 1873

Als Gründerkrach bezeichnet man den Börsenkrach des Jahres 1873, wobei im Speziellen der Einbruch der Finanzmärkte gemeint ist. Dieser Börsenkrach, von dem Österreich-Ungarn stärker betroffen war als Deutschland, beendete die Gründerzeit im Sinne einer Phase nicht selten spekulativer Firmengründungen. Vorausgegangen war eine Überhitzung der Konjunktur, die von verschiedenen Faktoren begünstigt worden war – in Deutschland vor allem durch den gewonnenen Krieg 1870/1871 gegen Frankreich, die daraus erworbenen Reparationszahlungen Frankreichs und die Reichsgründung. Der Begriff Gründerkrach wurde bereits im Jahr 1873 verwendet, so etwa am 26. September 1873 in einem Artikel der Tageszeitung Das Vaterland.
Die nachfolgende Deflationsphase ist als Gründerkrise bekannt. Die Volkswirtschaften der sich industrialisierenden Staaten gingen in eine Phase des verlangsamten Wachstums und der Deflation über, die bis in die 1890er Jahre anhielt. Wirtschaftstheoretiker der 1920er Jahre prägten dafür den Begriff „Große Depression“.

## Wiener Börsenkrach von 1873

### Euphorie vor der Weltausstellung
Den unmittelbaren Ausgang nahm der Gründerkrach in Österreich-Ungarn mit dem Wiener Börsenkrach. Obwohl das Ende der Annäherung an den Deutschen Zollverein und die Silberdeckung des Österreichischen Guldens die österreichische Wirtschaft belasteten, erholte sich Österreich wirtschaftlich von der Niederlage im Deutschen Krieg, und schnell wuchs die Wirtschaft wieder, verbunden mit einer großen Fortschrittseuphorie. Diese heizte noch die Planung der Weltausstellung an, die am 1. Mai 1873 in Wien eröffnet wurde. Das Kaiserreich wollte sich sieben Jahre nach der Niederlage von Königgrätz international als fortschrittliches Land mit einer starken Wirtschaft präsentieren, wofür keine Kosten und Mühen gescheut wurden. Die Presse war angehalten, im Vorfeld der Weltausstellung nur positiv zu berichten, und die Politik der Regierung zeichnete sich in dieser Zeit durch eine ausgesprochen liberale Haltung (Laissez-faire) gegenüber den neu gegründeten Banken und Industriebetrieben aus. Nur bei großen Skandalen wurde zaghaft in die Wirtschaft eingegriffen. So wurde etwa 1872 die k. k. priv. Lemberg-Czernowitz-Jassy-Eisenbahngesellschaft unter staatliche Kuratel gestellt, nachdem es zu untragbaren Mängeln und Eisenbahnunfällen gekommen war.

### Spekulationsblase
Aufgrund des vorherrschenden Optimismus, der mit allgemeiner Sorglosigkeit und staatlicher Zurückhaltung bis zum Verzicht auf Regulierung (Laissez-faire) einherging, entstand eine große Spekulationsblase. In den Monaten vor der Weltausstellung stiegen die Aktienkurse an der Wiener Börse in astronomische Höhen. Ebenso stiegen die Immobilienpreise in Wien und anderen Städten der Habsburgermonarchie. Zur Finanzierung von Bauprojekten wurden von den Hypothekenbanken leichtfertig Pfandbriefe ausgegeben, denen als Sicherheit oft nur halbfertige Häuser, später gar nur geplante Häuser dienten. Aktien konnten damals bereits durch Hinterlegung einer Teilsumme (heute Margin genannt) erworben werden, mit erst später erfolgender Zahlung des Restbetrages. Selbst liquiditätsschwache Personen konnten so große Aktienpositionen aufbauen, ausgegangen wurde schließlich von stetig steigenden Kursen. Der später fällige Restkaufpreis sollte aus den erhofften Kursgewinnen beglichen werden.
Der Zufluss von deutschem Kapital heizte die Wiener Börse weiter an. Die französischen Reparationszahlungen wurden im neu gegründeten Deutschen Reich von der Regierung Bismarck hauptsächlich zur Tilgung von Staatsanleihen verwendet. Dadurch mussten sich private Investoren andere, risikoreichere Anlageformen suchen. Der hauptsächlich auf Anleihen konzentrierte Börsenplatz Frankfurt verlor in diesen Jahren zusehends an Bedeutung, und deutsches Privatkapital floss nach Wien. Dabei waren schon damals die größeren Aktienwerte (heute würde man Standardwerte sagen) an mehreren Börsen gelistet. Durch die Einführung der Telegraphie konnten die Kurse und Kauforders zwischen diesen Handelsplätzen rasch übermittelt werden, und so wurden etwa die k. k. privilegierte Österreichische Credit-Anstalt für Handel und Gewerbe, die k. k. privilegierte österreichische Staatseisenbahn-Gesellschaft und die Vereinigte Südösterreichische, Lombardische und Central-Italienische Eisenbahngesellschaft nicht nur in Wien, sondern auch in Berlin, Frankfurt und Paris, letztere auch noch in London gehandelt.
Der Wirtschaftsoptimismus dieser Zeit und die Aussicht auf rasche Gewinne vermischten sich zu einem verhängnisvollen Gründungsfieber. Nahezu alle Bereiche der Wirtschaft entfalteten eine rege Gründungstätigkeit. Dies traf auch auf Finanzdienstleistungen zu. Während im Jahr 1867 beispielsweise in der österreichischen Reichshälfte lediglich elf Aktienbanken, einschließlich der Nationalbank existierten, stieg die Zahl bis Mai 1873 auf 141 an. Bei den sogenannten Maklerbanken handelte es sich zumeist um Spekulations- und Schwindelbanken, die Eduard März als „ureigenste Kinder der neuen Gründungsperiode“ bezeichnete.

### Schwarzer Freitag

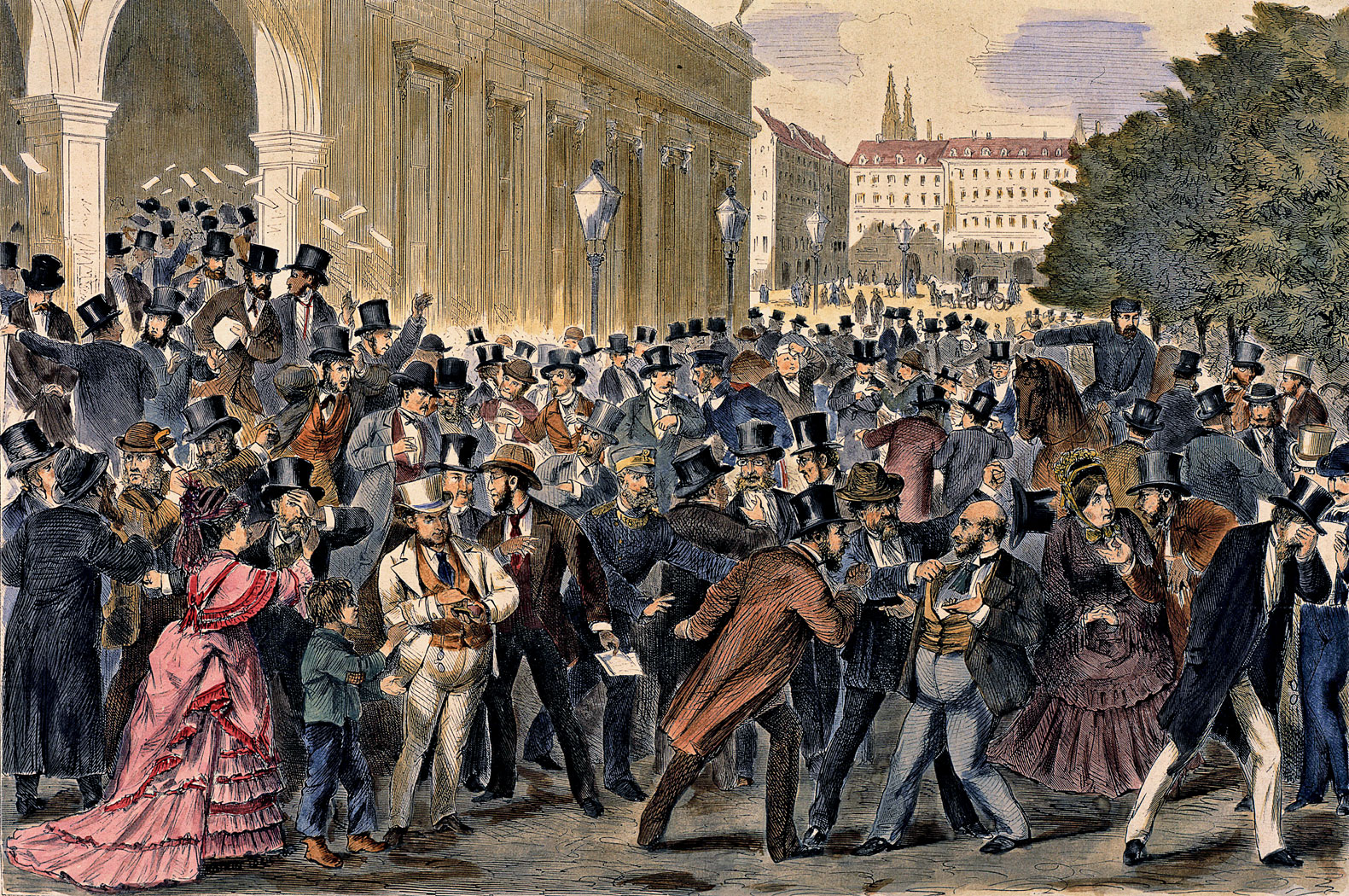
Der Schwarze Freitag an der Wiener Börse, 9. Mai 1873

Am 1. Mai 1873 eröffnete Kaiser Franz Joseph I. die Weltausstellung mit den Worten, dass „Österreich-Ungarn nach allen Richtungen in erfreulichem Aufschwunge begriffen“ sei. Dabei war die Spekulationsblase zu dieser Zeit bereits am Platzen. Kurz zuvor hatte die größte Bank, die k. k. privilegierte Österreichische Kredit-Anstalt für Handel und Gewerbe, wegen Gerüchten über eine bevorstehende Börsenpanik in Paris alle Börsendepots gekündigt, ihre Kontokorrentkredite eingeschränkt und Anleihen im Wert von 20 Millionen Gulden verkauft. Dies führte zu fallenden Kursen und Liquiditätsengpässen vor allem bei den Maklerbanken.
In den Morgenstunden des 9. Mai 1873 brach der Damm. Als erster musste Adolf Petschek seine Zahlungsunfähigkeit bekanntgeben, der als „König der Maklergeschäfte“ galt. Die Insolvenz seines Bank- und Kommissionshauses erzwang die zeitweilige Aussetzung des Börsenverkehrs und gab das Signal zum allgemeinen Zusammenbruch. Noch am gleichen Vormittag folgten 120 weitere Bankeninsolvenzen. Um 13 Uhr wurde die Börse polizeilich geschlossen. Dieser Tag ist auch als „Schwarzer Freitag“ in die Geschichte der Wiener Börse eingegangen.

## Ausweitung der Krise
Danach setzte eine Prolongationskrise ein, das heißt, kurzfristige Kredite wurden nicht mehr verlängert, was weitere Anleger zahlungsunfähig machte. Immer mehr Anleger und Bankkunden wurden misstrauisch, verkauften ihre Wertpapiere und „räumten ihre Konten“ aus Angst vor Wertverlusten. Dadurch wurde dem Kapitalmarkt viel Geld entzogen, was die Krise auf immer mehr europäische und US-amerikanische Börsenplätze ausweitete.
Am 19. September 1873 erreichte die Krise New York, wo der Bankrott des vor allem in Eisenbahnen und Immobilien investierenden Bankhauses Jay Cooke & Company Panik auslöste. Die New Yorker Börse wurde daraufhin zum ersten Mal in ihrer Geschichte geschlossen – bis zum 29. September.
Im Oktober 1873 war mit dem Zusammenbruch der Quistorp’schen Vereinsbank auch Berlin betroffen. In der Folge brachen weitere Börsen-, Aktien- und Spekulationsunternehmen zusammen. Zur gleichen Zeit erging an Deutschland die letzte Kriegskontributionszahlung aus Frankreich. Diese Art von Kapitalquelle fiel für die deutsche Industrie also in Zukunft aus.
In Österreich-Ungarn verschwand durch den Gründerkrach ein Großteil der Banken und etwa die Hälfte der in den Jahren zuvor gegründeten Aktiengesellschaften.
Eine Wirtschaftskrise folgte. Ende 1873 stiegen die Zinsen für Kredite stark an, was besonders Eisenbahngesellschaften in Bedrängnis brachte. In der Industrie ging die Produktion zurück, es kam zu umfangreichen Entlassungen und Lohnkürzungen. Ein allgemeiner Rückgang der Nachfrage, der Kaufkraft, des Konsums, der Investitionen und der Preise (Deflation) war zu verzeichnen. Der Kurswert von 444 deutschen Aktiengesellschaften sank vom Dezember 1872 bis zum Dezember 1874 um ca. zwei Milliarden Mark. Offenbarungseide, Suizide und Familientragödien häuften sich.
Aus heutiger Sicht gilt die „Gründerkrise“ als eine Stagnation und nicht als eine Depression, da in dieser Zeit die – in den vorhergehenden Jahren überhöhten – Wachstumsraten ausgeglichen wurden. Auch die gesamte Zeit von ca. 1873–1890 war nicht, wie von vielen Zeitgenossen wahrgenommen, eine große Depression, sondern vielmehr eine Zeit des schwankenden Wirtschaftswachstums. Die unmittelbare Krise dauerte in den USA etwa vier Jahre, in den betroffenen europäischen Ländern sechs. Ab 1879 kam es wieder zu leichtem Wirtschaftswachstum.

## Gründerjahre und Deflation in Deutschland
Die Zeit ab 1870 war in Deutschland geprägt durch zahlreiche Unternehmensgründungen und insbesondere Aktiengesellschaften, die starke Erweiterung der Industrieproduktion und die Ausdehnung des Eisenbahnnetzes, die im Deutschen Reich maßgeblich durch den Eisenbahnpionier Bethel Henry Strousberg betrieben wurde. Dieses Wachstum wurde durch mehrere Faktoren hervorgerufen und von einer allgemeinen Euphorie im Zusammenhang mit der Reichsgründung begünstigt.

### Französische Reparationszahlungen
Ein Faktor war der Sieg im Deutsch-Französischen Krieg, der sich in mehrerlei Hinsicht auswirkte. Zunächst flossen durch den Frieden von Frankfurt französische Reparationszahlungen in Höhe von etwa fünf Milliarden Francs (was etwa 4,5 Milliarden Mark entsprach) nach Deutschland, von denen etwa 2,5 bis 3 Milliarden Francs direkt dem deutschen Kapitalmarkt (Kreditinstitute und Börsenplätze) zugutekamen. Dies wird vielfach als eine Ursache für die konjunkturelle Überhitzung angesehen, die durch den Gründerkrach bereinigt wurde. Hans-Ulrich Wehler betont dagegen, dass die Wirkung der Reparationen in erster Linie psychologisch war. Auf die Geldmenge, die bereits seit 1867 erheblich gestiegen war, habe sie keinen großen Einfluss gehabt, zumal ein erheblicher Teil als „Kriegsschatz“ im Juliusturm thesauriert, als Notendeckung für die neu eingeführte Mark oder zur Schuldentilgung verwendet wurde. Das Geld sei zudem nur verhältnismäßig langsam in den deutschen Wirtschaftskreislauf eingespeist worden, sodass seine Wirkung 1873 womöglich sogar antizyklisch war, gleichwohl ohne die Wirtschaftskrise aufhalten zu können.
Während der Einigungskriege (1864 bis 1870/71) war ein erheblicher Teil der Industrieproduktion auf den Krieg ausgerichtet; dank der Reparationszahlungen konnten nach Kriegsende aufgeschobene zivile Vorhaben realisiert werden. Der Aufschwung glich lediglich die Reduzierung der Industrieproduktion in den vorherigen Jahren aus.
Die intensivere Verknüpfung der meisten Staaten des Deutschen Zollvereins durch die Reichsgründung hatte ebenfalls einen belebenden Einfluss auf die Konjunktur.

### Aufschwung der Aktiengesellschaften
Ein weiterer Grund für das wirtschaftliche Wachstum war, dass in Deutschland 1870 die Konzessionspflicht für Aktiengesellschaften aufgehoben und die Gründung von Unternehmen von strengen gesetzlichen Einschränkungen befreit wurde (vgl. Gewerbefreiheit). Die Folge war die Gründung von 928 Aktiengesellschaften im Zeitraum von 1871 bis 1873 allein im Königreich Preußen. Dadurch wurde immer mehr privates Kapital in die Wirtschaft investiert. Es etablierten sich 61 neue Banken. Die Wirtschaft wuchs rasant; ebenso stiegen die Kurse der Aktien. Das schuf Vertrauen in den Markt und veranlasste weitere Aktionäre zu Aktienkäufen.

### Spekulation und Überproduktion
Die Börse wurde zu diesem Zeitpunkt zum Schauplatz zügelloser Spekulationen, wobei die Wertsteigerungen zusätzlich die Spekulationslust steigerten. Dies führte dazu, dass schon bald die Grundsätze seriöser Finanzierung außer Acht gelassen und auch Kredite langfristig vergeben wurden, die de facto durch kurzfristiges Kapital finanziert und infolgedessen nicht mehr gedeckt waren. Allgemein herrschte oft die naive Denkweise vor, die Banken könnten immer mehr Kapital zur Verfügung stellen. Viele Aktien waren überbewertet.
Folgen des rasanten wirtschaftlichen Aufstiegs waren unter anderem Überproduktion und die Schaffung von Überkapazitäten, die die Nachfrage überstiegen. Ab Mai 1873 sanken die Aktienkurse.

### Deflation
Das neugegründete Deutsche Reich profitierte (im Gegensatz etwa zu Österreich-Ungarn) weiterhin von den erhaltenen französischen Reparationen, so dass trotz Deflation die Produktion weiter anstieg.
| Einwohner, Produktion, Handelswert         | 1872        | 1878        | Änderung |
| Einwohnerzahl                              | 41.228.000  | 44.211.000  | 0+7,2 %  |
| Kohle- und Erzförderung [t]                | 49.904      | 58.288      | +16,8 %  |
| Handelswert der Bergwerksproduktion [Mark] | 415.668.000 | 324.267.000 | −21,9 %  |
| Hüttenproduktion [t]                       | 2.178       | 2.458       | +12,8 %  |
| Handelswert der Hüttenproduktion [Mark]    | 314.814.000 | 224.879.000 | −28,8 %  |

Der Wohnungsbau hielt mit dem schnellen Bevölkerungswachstum in Deutschland schritt. Die spätere Zunahme der Wohnungen pro 1000 Einwohner ist in Verbindung mit der Abnahme der Kinderzahlen zu sehen.
| Zehnjahresvergleiche        | 1871                        | 1880   | 1890   | 1900   | 1910   |
| Wohnungen                   | 8.732                       | 9.652  | 10.618 | 12.126 | 14.347 |
| Whg. pro 1000 Einw.         | 213                         | 214    | 215,6  | 218,7  | 322,2  |
| Eisenbahnnetz [km]          | 21.482                      | 33.838 | 41.818 | 49.878 | 59.013 |
| Netzzuwachs [km / 10 Jahre] | Netzzuwachs [km / 10 Jahre] | 11.356 | 7.980  | 8.060  | 9.135  |

Die Verkehrsinfrastruktur wurde massiv ausgebaut; das Eisenbahnnetz in Deutschland wuchs von 1872 bis 1879 stärker als je zuvor.
| Jahresvergleiche        | 1871                    | 1872   | 1873   | 1874   | 1875   | 1876   | 1877   | 1878   | 1879   | 1880   | 1881   | 1882   | 1883   | 1884   | 1885   | 1886   | 1887   | 1888   | 1889   | 1890   |
| Bahnstrecken [km]       | 21.482                  | 22.437 | 23.901 | 25.498 | 27.981 | 29.316 | 30.729 | 31.504 | 33.322 | 33.838 | 34.382 | 35.081 | 35.993 | 36.779 | 37.572 | 37.967 | 39.082 | 40.008 | 40.920 | 41.818 |
| jährlicher Zuwachs [km] | jährlicher Zuwachs [km] | 955    | 1.464  | 1.587  | 2.487  | 2.335  | 1.413  | 1.787  | 1.818  | 514    | 544    | 701    | 912    | 786    | 793    | 395    | 1.115  | 926    | 912    | 898    |

Unter anderem wegen der im internationalen Vergleich günstigen Wirtschaftslage ging die deutsche Auswanderung nach Übersee stark zurück.
| 1871   | 1872    | 1873    | 1874   | 1875   | 1876   | 1877   | 1878   | 1879   |
| 75.912 | 125.650 | 103.638 | 45.112 | 30.773 | 28.368 | 21.964 | 24.217 | 33.327 |

## Folgen der Gründerkrise

### Die Schutzzollpolitik und ihre Auswirkungen
Die Gründerkrise hatte zur Folge, dass der Staat wieder mehr in die Wirtschaftsabläufe eingriff und sich somit vom Wirtschaftsliberalismus verabschiedete. Konkret bedeutete dies die Abkehr von der Idee des Freihandels. Es war auch gleichzeitig der Beginn des Neo-Merkantilismus und von Bismarcks Schutzzollpolitik: Der Staat sollte jetzt, im Gegensatz zum Wirtschaftsliberalismus, wieder bedingt in die Wirtschaftssteuerung eingreifen. So führte man Schutzzölle auf ausländische Importe ein, um den deutschen Markt zu schützen. Im Deutschen Reich wurde das Preisniveau künstlich über dem des Weltmarktes gehalten. Diese Zölle wurden sowohl auf Rohstoffe und Fertigwaren als auch auf landwirtschaftliche Erzeugnisse erhoben.
Tatsächlich stiegen dadurch die Preise für Industriewaren; es gab aber keine lang anhaltende Aufwärtsbewegung. Die während der Gründerjahre geschaffenen Überkapazitäten existierten schließlich immer noch und konnten auch jetzt noch nicht im Ausland abgesetzt werden, weil viele andere europäische Staaten ebenfalls protektionistische Maßnahmen ergriffen.
Aufgrund der Einfuhrzölle stiegen die Lebenshaltungskosten in der Folgezeit an; besonders Lebensmittel und Industriewaren wurden teurer. Bevor die Importzölle auf Getreide erhoben worden waren, war es erheblich günstiger, dieses aus dem Ausland zu importieren. Durch die steigenden Zölle gingen die Importe zurück. Um die Jahrhundertwende lagen die Preise für Brot und andere Getreideprodukte bei etwa 130 % des Weltmarktniveaus, während in der Landwirtschaft Vollbeschäftigung erreicht wurde.
Zwar sanken auch im Deutschen Reich die Preise für Industriewaren. Allerdings waren die Preissenkungen auf dem Weltmarkt wesentlich höher, sodass man relativ zum Weltmarktniveau von einer Preissteigerung sprechen kann. Gleichwohl wurde für Industriewaren 1886 im Vergleich zu 1871 etwa 80 % mehr ausgegeben. Dies hing damit zusammen, dass solche Güter immer häufiger konsumiert wurden und die Bevölkerung gewachsen war, wozu der Geburtenüberschuss und das Nachlassen der Auswanderung beitrugen. Ab 1879/1880 entwickelte sich die Wirtschaft auch gemessen an der Wertschöpfung in Industrie und Handwerk, dem Kapitalstock und dem gesamtwirtschaftlichen Wachstum wieder positiv.

### Weitere Folgen
Die von der Krise betroffenen Wirtschaftsbereiche ergänzten die staatlichen Maßnahmen durch eigene Kartelle und ähnliche Zusammenschlüsse wurden gegründet, um wettbewerbsbehindernde Absprachen zu treffen, die vor einem weiteren Preisverfall schützen sollten. Preise von Produkten, Produktionszahlen und Absatzgebiete wurden unter den Firmen ausgehandelt. Es schlossen sich Interessenverbände zusammen, um Forderungen gegenüber der Regierung durchzusetzen. Arbeitgeberverbände wurden gegründet; auf der anderen Seite entstanden immer mehr Gewerkschaften.
Der verlorene Glaube an die liberale Wirtschaftspolitik drückte sich auch darin aus, dass die Nationalliberale Partei 1871 im deutschen Reichstag mit 125 Sitzen (etwa 31 %) vertreten war, 1881 aber mit 47 Sitzen nur noch einen Anteil von etwa 12 % hatte.
Ebenfalls eine Folge des Börsenkrachs war der „Theaterkrach“ bzw. die Theaterkrise im gesamten deutschsprachigen Raum – der Zusammenbruch der Theaterszene als Folge ausbleibender Besucher.

### Antisemitismus
Die Gründerkrise führt nicht zuletzt zu Verschwörungstheorien, die mit Kritik an der Hochfinanz verbunden wurden und somit zu einer weiten Ausbreitung und Radikalisierung des Antisemitismus, der in den 1880er Jahren zu einer breiten Unterströmung wurde. In dieser Wahrnehmung erfolgte eine Trennung in einerseits das „raffende“ Finanzkapital und das „schaffende“ Produktionskapital. Der „gute“, „bodenständige“, „deutsche“ Fabrikbesitzer wurde von antisemitischen Agitatoren (z. B. von Alexander Pinkert oder Theodor Fritsch) in diesem Stereotyp dem „raffenden“, „gierigen“, „blutsaugenden“, „jüdischen“ Finanzkapitalisten in Form des „Plutokraten“ und „Wucherers“ entgegengestellt. In der öffentlichen Debatte in Deutschland kam es zum Berliner Antisemitismusstreit von 1879 bis 1881, bei dem die sogenannte „Judenfrage“ gestellt wurde und um „den Einfluss des Judentums“ gestritten wurde. Die auch in Österreich weitverbreitete katholische Zeitschrift Deutscher Hausschatz schrieb 1910:

„1886 enstand in Wien aus dem dumpfen Unmut, der seit dem furchtbaren Börsenkrache von 1873 gegen die Juden herrschte, eine Bewegung antisemitischen Charakters und schlug rasch Wurzeln.“

## Der Gründerkrach in der Literatur
Die Ereignisse fanden vereinzelt auch Eingang in die Literatur, etwa im Falle von E. Marlitts Roman Im Hause des Kommerzienrates (1876), wo sie für die Handlung eine zentrale Rolle spielen.